# Fietsstrook

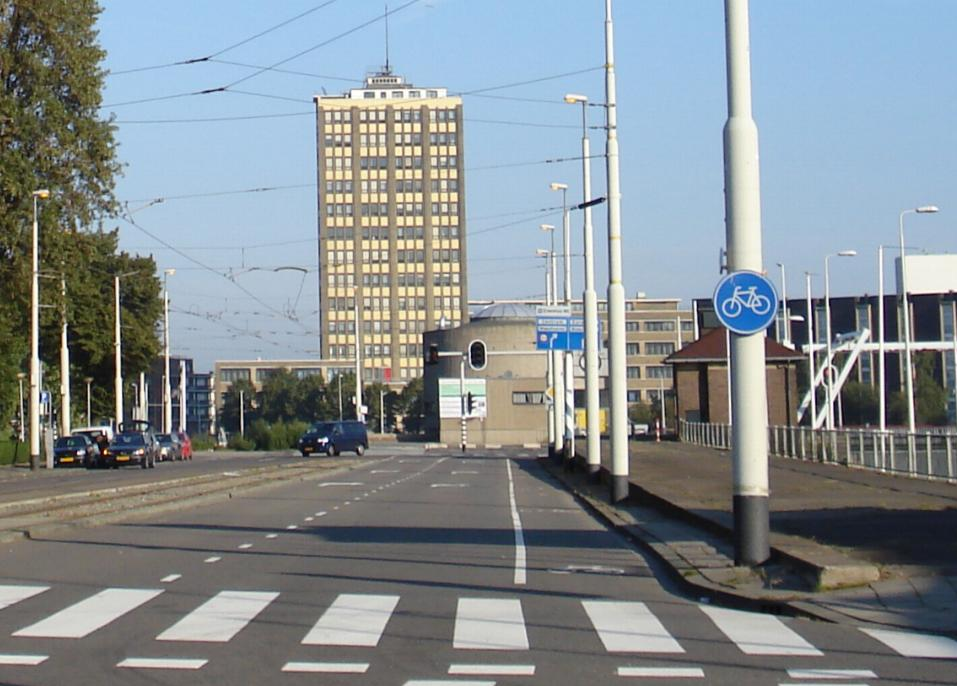
Fietsstrook met doorgetrokken streep

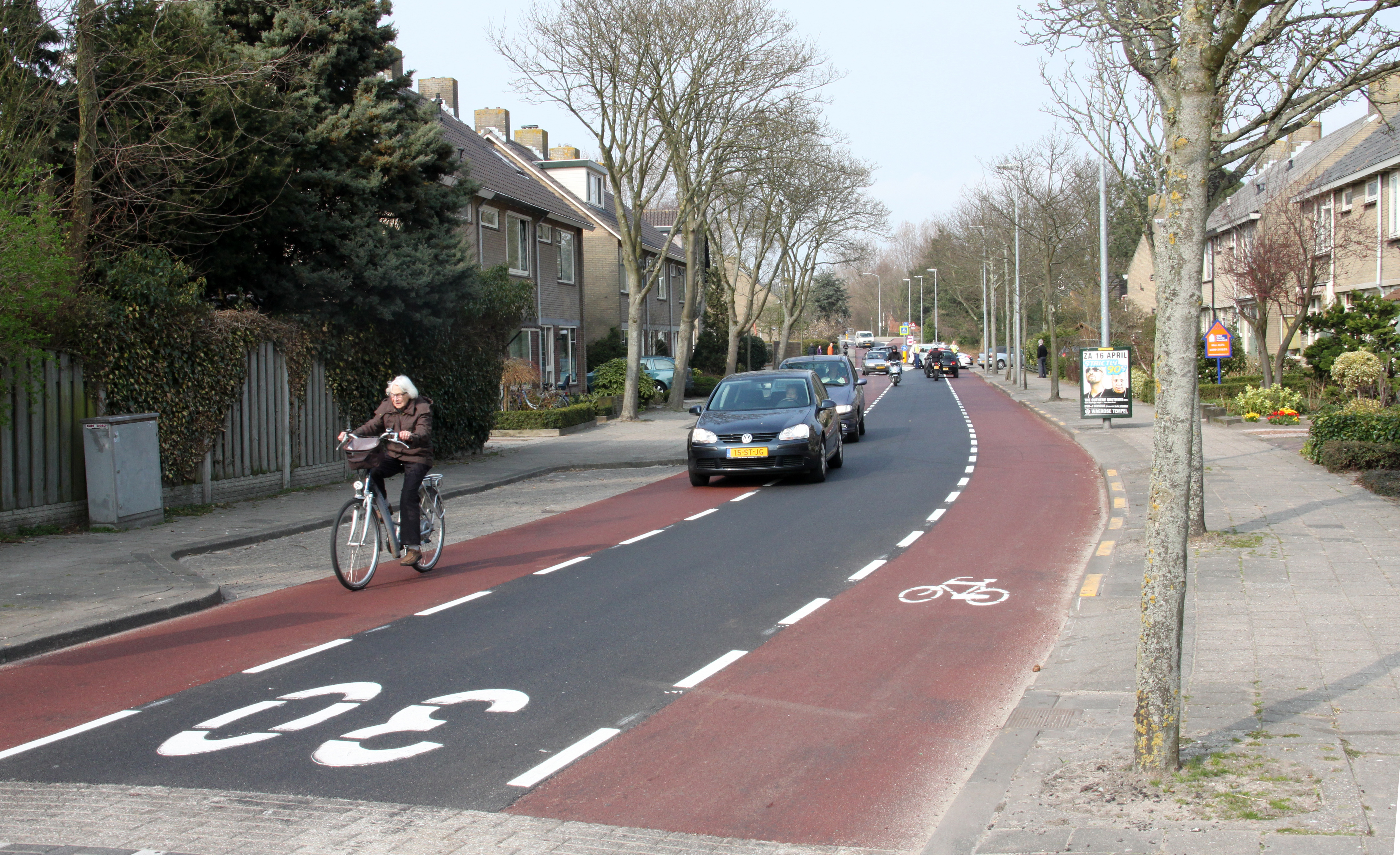
In rood uitgevoerde fietsstroken met onderbroken streep

Een fietsstrook met doorgetrokken streep (naam in Nederland) of aanliggend fietspad (naam in België) is een voor fietsers (en berijders gelijkgestelde voertuigen) gereserveerde strook van een weg, net naast het gedeelte voor het overige wegverkeer. De fietsstrook is in Nederland een strook op de rijbaan, herkenbaar aan de erop geverfde fietssymbolen. In België gaat het om een strook die officieel geen deel uitmaakt van de rijbaan ernaast, heet het een aanliggend fietspad zonder niveauverschil, en is het gemarkeerd met twee streeplijnen. In Nederland is het asfalt van een fietsstrook vaak rood, in Vlaanderen vaak rood enkel aan de kruispunten, in andere regio's worden ook de kleuren okergeel of blauw gebruikt. De rode kleur heeft geen wettelijke betekenis. Wanneer de strook alleen rood is (in Nederland: zonder fietssymbool, in België: zonder twee streeplijnen noch fietsverkeersbord), dan is het geen fietsstrook maar wordt het officieel fietssuggestiestrook genoemd, en kunnen andere voertuigen er ook gebruik van maken.

## Wettelijk gebruik

### België
Loopt er langs beide zijden een op korte afstand onderbroken streep langs het fietsstrook, geldt de strook als fietspad. Andere bestuurders mogen niet op een fietspad komen. Is er geen wegmarkering aangebracht, dan gaat het over een fietssuggestiestrook en mogen andere bestuurders er wel komen.

### Nederland
Loopt er een doorgetrokken streep langs de fietsstrook, dan mogen andere bestuurders niet op de fietsstrook komen. Loopt er een onderbroken streep, dan mogen andere bestuurders er wel komen, maar alleen als ze daarmee geen fietsers hinderen.
Sinds de invoering van 'Brommers op de rijbaan' mogen bromfietsen in Nederland geen gebruik meer maken van de fietsstrook met een doorgetrokken streep maar moeten ze rijden op de rijstrook van het autoverkeer.

## Wetgeving

### Fietsstrook in Nederland
Fietsstroken hebben in Nederland een wettelijke status. Er mag niet op of naast stilgestaan of geparkeerd worden, bij een doorgetrokken streep mag er door niet-fietsers geen gebruik van gemaakt worden. Fietsstroken worden gedefinieerd in artikel 1 (Lid N) van het RVV 1990. Aan welke bepalingen ze verder moeten voldoen, is overigens niet vastgelegd. Het 'ASVV2012' van het CROW adviseert een breedte van 2,00 meter en een minimumbreedte van 1,50 meter aan te houden voor een fietsstrook.
Een fietsstrook moet niet worden verward met een fietspad. Een fietsstrook is onderdeel van een rijbaan en wordt gekenmerkt door een op het wegdek geschilderde fiets. Een fietspad is fysiek gescheiden van andere rijbanen en wordt gekenmerkt door een verkeersbord. Sommige wegbeheerders gebruiken het verkeersbord bij een fietsstrook, waardoor strikt genomen de hele rijbaan een fietspad is.
Een rijstrook is per definitie breed genoeg voor een vierwielig voertuig. Aangezien een fietsstrook meestal smaller is, is een fietsstrook geen rijstrook. Dat is van belang als er een doorgetrokken streep ligt langs de fietsstrook tussen de scheiding van de rijstrook en fietsstrook: die streep mag een fietser overschrijden om linksaf te slaan.

##### Fietsstroken en parkeren
Er gebeuren veel ongevallen bij het parkeren van auto’s langs fietsstroken, niet alleen door het inparkeren en maar ook bij het verlaten van de parkeerplek, door openslaande deuren, dubbel parkeren, waardoor uitwijkende fietsers geraakt worden door achteroprijdend verkeer. Het CROW adviseert daarom om de combinatie fietsstroken en langsparkeren alleen nog toe te passen op 30 km/h wegen.

### Fietsstrook in België
In België zijn ook fietsstroken, maar het zijn wettelijk gezien ook fietspaden; ze worden ook wel "aanliggende fietspaden" genoemd, ter onderscheiding van "vrijliggende fietspaden". Ze worden aangegeven door twee evenwijdige onderbroken strepen op de weg.

### Fietssuggestiestrook in Nederland

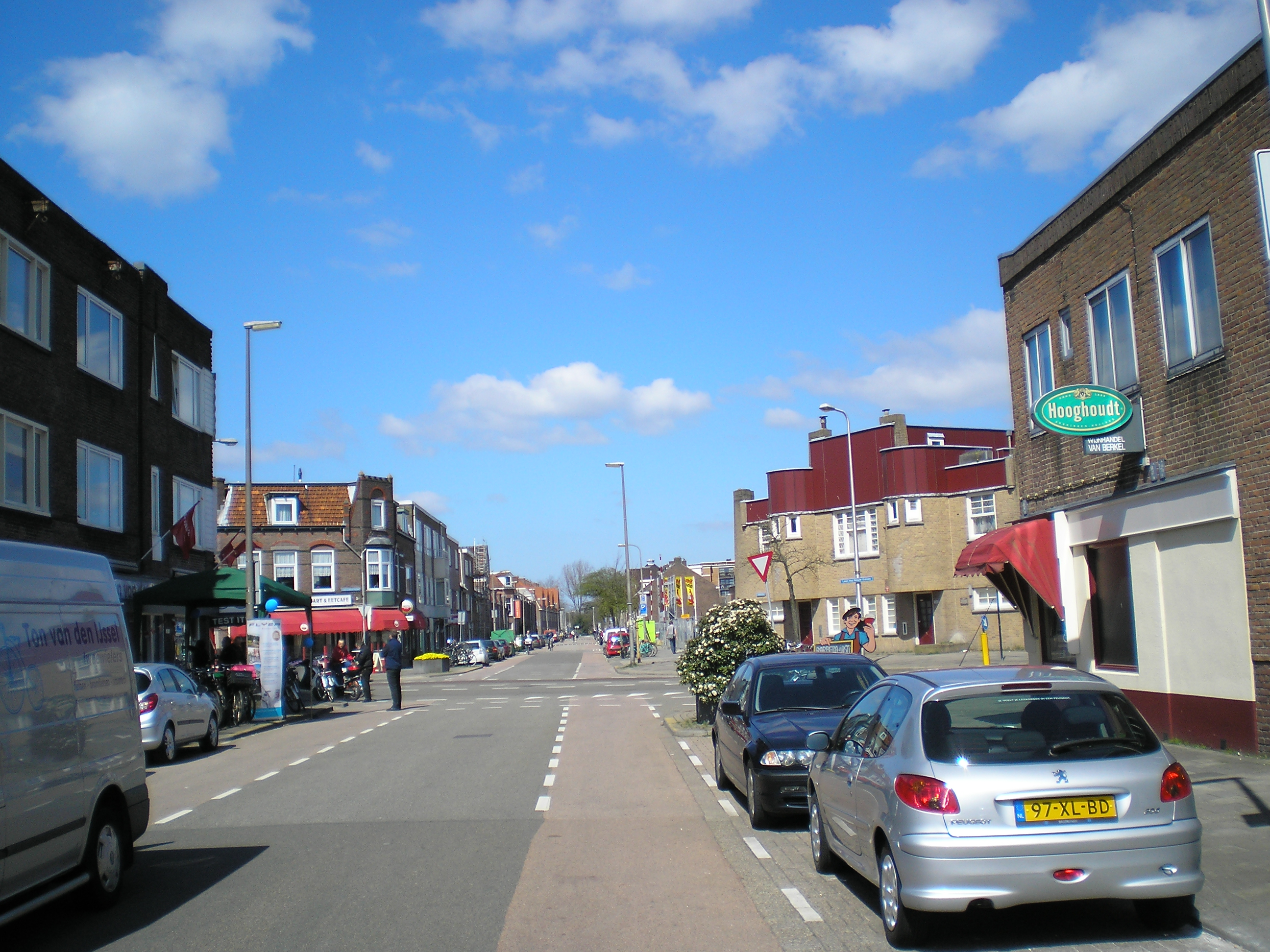
Fietssuggestiestroken (met onderbroken streep of rode kleur of andere wegdek, maar steeds zonder fietssymbool)

Een fietssuggestiestrook beoogt eenzelfde functie te hebben als een fietsstrook. Meestal wordt dit met een afwijkende kleur (rood) of een onderbroken lijn aangegeven. Het fietssymbool ontbreekt.
Een fietssuggestiestrook heeft geen wettelijke status (CROW - Handboek Wegontwerp, Paragraaf 7.5.1.2) en kan in feite elke breedte hebben die een wegbeheerder eraan geeft.Het CROW adviseert de fiets(suggestie)stroken 170-225 cm breed te maken. 
De ervaringen met fietssuggestiestroken zijn niet onverdeeld gunstig. Het SWOV stelde al in 2001 (SWOV Rapport R-2001-06) vast dat automobilisten zich door de belijning aan de linkerzijde van de weg naar rechts laten dringen waardoor fietsers in de nasituatie met minder ruimte werden gepasseerd dan in de voorsituatie. In Amsterdam gebeuren vrij veel ongelukken door op de fietssuggestiestroken parkerende auto's. De Fietsersbond (Nederland) is geen voorstander van fietssuggestiestroken.

### Fietssuggestiestrook in België
Een fietssuggestiestrook heeft geen wettelijke status maar beoogt diverse functies waaronder:
- het benadrukken van de aanwezigheid van fietsers
- het leesbaar maken van fietsroutes
- het visueel versmallen van de weg om tot lagere rijsnelheden aan te zetten
- fietsers de juiste plek op het wegdek laten innemen

Het aanbrengen van dubbele onderbroken belijning is wettelijk niet toegestaan  omdat dit van de fietssuggestiestrook een fietspad maakt (Art. 74 wegcode). Ook het gebruik van een rode kleur wordt op gewestwegen niet toegepast om verwarring met fietspaden te voorkomen. De gemeenten zijn echter vrij in hun keuze. 
De aanduiding gebeurt met een afwijkende kleur (bij voorkeur anders dan rood) of met sergeantstrepen en fietssymbolen. Het Brusselse gewest heeft ervoor gekozen sowieso enkel nog met markeren te werken. In Vlaanderen wordt de fietssuggestiestrook steeds vaker okergeel geschilderd. Het heeft hierbij een breedte van 1,7 tot twee meter.

## Andere landen

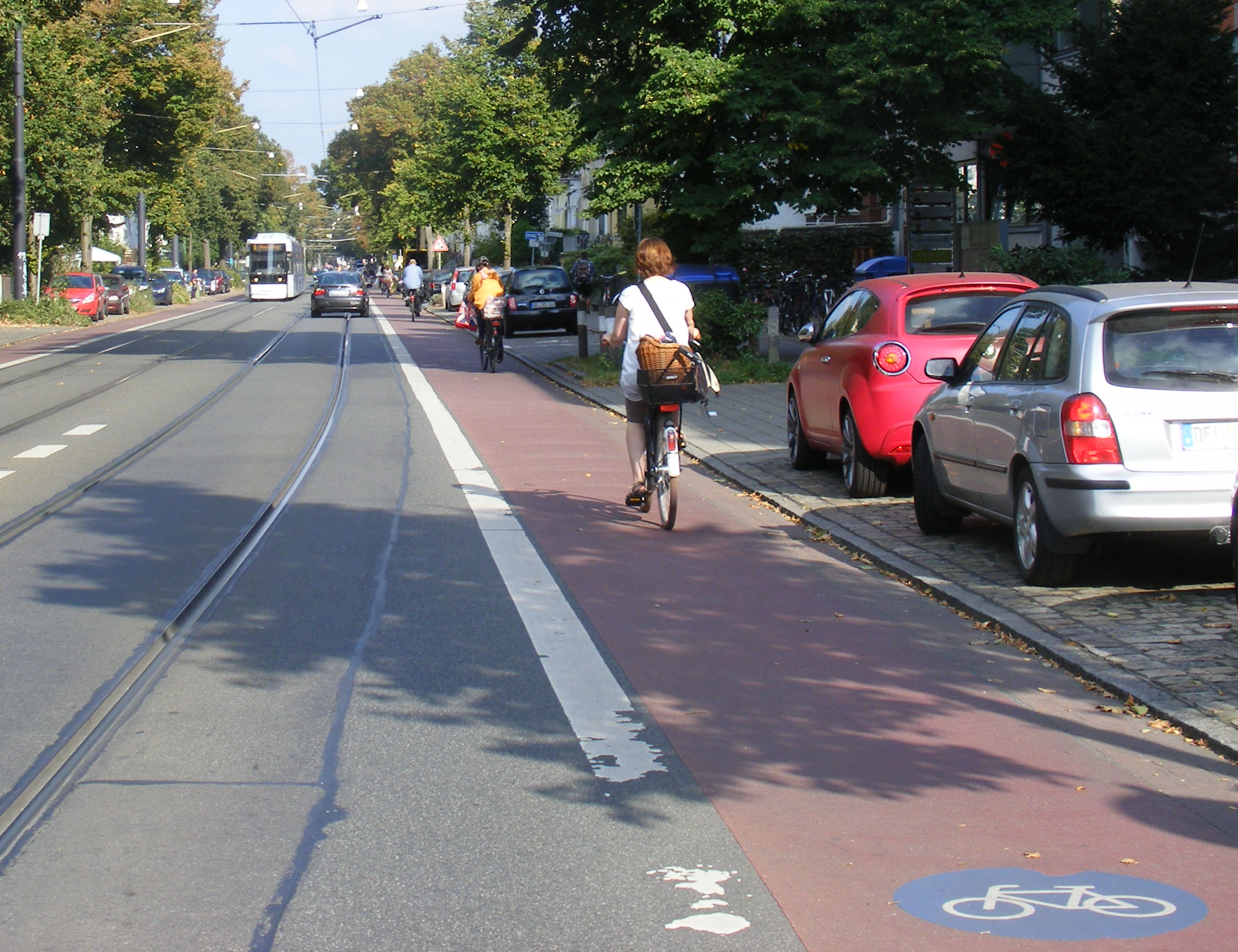
De fietsstroken in de Wachmannstraße in Bremen zijn een succes van de Duitse fietsersbond ADFC en lokale Groene politici. Tot 2005 had deze straat traditionele fietspaden.

Duitse fietsers en verkeersplanners beoordelen fietsstroken als een goed alternatief voor traditionele fietspaden, omdat het zicht tussen fietsers en automobilisten beter is, en het tracé meestal comfortabeler, hetgeen echter in vele gevallen met de slechte toestand van fietspaden te maken heeft, alsook het gegeven, dat veel fietspaden niet aan actuele normen voldoen (breedte, zichtbaarheid bij kruispunten, enz.). In de meeste gevallen echter, worden fietsstroken met onderbroken streep ook op drukke straten aangelegd, wat tot een slechte acceptatie bij fietsers blijkt te leiden.